# 岁星纪年
歲星紀年是中國古代曾經使用的一種紀年表示法。古代中國人觀測到歲星（木星）大約每12年運行一周天，於是在戰國至秦漢之際就用歲在某某次/辰當作某一年歲的標誌，主要目的是占驗吉凶。這種紀年法，把天赤道由西向東分為十二星次，歲星每年行一星次，十二星次的名稱分別為：星紀、玄枵、娵訾、降婁、大樑、實沈、鶉首、鶉火、鶉尾、壽星、大火、析木。歲星運行方向自西向東，正與周天十二辰自東向西的分配相反。
由於歲星實際運行爲11.86年一周天，因而每過85.7年，歲星實際所在星次比人們推演出來的星次提前一次，稱爲「超次」或「超辰」。西漢末年的劉歆發現超次問題，但他提出歲星「百四十四歲一超次」，與實際天象不相符。不過，超次問題提出後未引發重視。
西漢太初改曆對歲陰（太歲）的概念和作用產生了巨大的影響。歲陰是人爲設置一個假想的天體太歲，順周天十二辰運行。太歲運行軌道與歲星相同而方向相反，整十二年運行一周天。原本歲陰是用歲星與日同次之法來定義，此後又不再跟隨歲星超次而變動，形成穩定不變的連續循環序列，成為歲陰紀年法的基礎，天文觀測的星歲體系實際上遭到廢棄（天文觀測的歲星會有超次現象）。後來因此形成了干支紀年。
| 太歲紀年（自東向西）         | 亥     | 子         | 丑                | 寅                | 卯                | 辰     | 巳                | 午         | 未     | 申     | 酉         | 戌                |
| 歲星紀年十二星次（自西向東） | 寿星   | 大火       | 析木              | 星纪              | 玄枵              | 娵訾   | 降娄              | 大梁       | 实沈   | 鹑首   | 鹑火       | 鹑尾              |
| 對應黃道十二星座             | 天秤座 | 天蝎座     | 人馬座 （射手座） | 摩羯座 （山羊座） | 寶瓶座 （水瓶座） | 雙魚座 | 白羊座 （牡羊座） | 金牛座     | 雙子座 | 巨蟹座 | 獅子座     | 室女座 （處女座） |
| 對應二十八宿                 | 角、亢 | 氐、房、心 | 尾、箕            | 斗、牛            | 女、虛、危        | 室、壁 | 奎、婁            | 胃、昴、畢 | 觜、參 | 井、鬼 | 柳、星、張 | 翼、軫            |
| 太陽視運動十二辰（自東向西） | 辰     | 卯         | 寅                | 丑                | 子                | 亥     | 戌                | 酉         | 申     | 未     | 午         | 巳                |

從歲星所在位置能推算太歲所在之辰，兩者的運行方向相逆。例如歲星在星紀（丑），太歲就在析木（寅），這一年就是太歲在寅：如果用太歲紀年，則歲名攝提格，如果用歲星紀年，歲名赤奮若。下一年歲星會在玄枵（子），太歲會在大火（卯），這一年就是太歲在卯：如果用太歲紀年，歲名單閼，如果用歲星紀年，歲名困敦，其餘以此類推。
戰國時期是用歲星所在定歲名。至漢朝，漢武帝太初改曆以前，多用歲星所在定歲名，之後大多以太歲所在定歲名。漢武帝推行太初改曆，讓太歲不再響應歲星超次，奠定了太歲紀年法的基礎。

## 讀音問題
十二星次中有幾個多音字。其中“訾”在《增修互註禮部韻略》中注“即移切”，今音zī（ㄗ）；“降婁”之“降”見《集韻·绛韻》，音“胡绛切”，今音xiànɡ（ㄒㄧㄤˋ）；“實沈”之“沈”在《古今韻會舉要》中注“持林切”，今音chén（ㄔㄣˊ）。

## 参閲
- 太歲紀年
- 干支纪年
- 十二次

### 书籍
- 張衍田：《中國古代紀時考》